# دوري الدرجة الأولى الروماني 1989–90
دوري الدرجة الأولى الروماني 1989–90 (بالرومانية: Divizia A 1989-1990)‏ هو الموسم 72 من  دوري الدرجة الأولى الروماني. أقيم خلال الفترة 23 أغسطس 1989 وحتى 7 يونيو 1990، وأشرف على تنظيمه اتحاد رومانيا لكرة القدم، وكان عدد الأندية المشاركة فيه  18، وفاز فيه دينامو بوخارست بعد أن لعب 34 مباراة وفاز بـ 26 منها.

## نتائج الموسم
| المركز | فريق           | لعب | ف  | ت | خ | له | عليه | ف.أ | نقاط | ملاحظة |
| ------ | -------------- | --- | -- | - | - | -- | ---- | --- | ---- | ------ |
| 1      | دينامو بوخارست | 34  | 26 | 5 | 3 | 96 | 23   | +73 |      |        |